# بونيرة متعجرة القرون
بونيرة متعجرة القرون (الاسم العلمي:Ponera  clavicornis) هي نوع من حشرات تتبع جنس البونيرة من فصيلة النمليات.